# Comisión de Peticiones del Congreso de los Diputados
La Comisión de Peticiones del Congreso de los Diputados es una comisión permanente no legislativa integrada por un reducido grupo de diputados que se encarga de examinar las solicitudes, quejas o sugerencias que llegan a la cámara baja y, en su caso, remitirlas a la comisión o a la institución competente. La comisión también puede archivar las peticiones que no cumplan los requisitos.
La Comisión de Peticiones debe su existencia al derecho constitucional de Petición, un derecho que permite a los ciudadanos dirigirse a sus instituciones para reclamar información o hacer propuestas. Este derecho fue reconocido en España por primera vez en la Constitución de 1837 y la comisión fue prevista en el reglamento del Congreso de 1838. Originariamente se componía de siete diputados que se renovaban mensualmente.
Durante la X legislatura, la comisión conoció más de 3 300 peticiones y durante la XII legislatura el número fue de aproximadamente de 1 500 peticiones.

## Reglas

### Procedimiento
La Comisión de Peticiones se encarga de estudiar todas y cada una de las peticiones, ya sean individuales o colectivas, que lleguen a la cámara baja. Una vez examinadas y estudiadas, la comisión tiene dos opciones:
1. Remitir la petición al órgano competente, que puede ser:
  1. El Defensor del Pueblo.
  2. La Comisión del Congreso que estuviere conociendo del asunto de que se trate.
  3. El Senado, al Gobierno, a los Tribunales, al Ministerio Fiscal o a la Comunidad Autónoma, Diputación, Cabildo o Ayuntamiento a quien corresponda.
2. Fuera de los casos anteriores, archivar la petición.

Sea cual sea la decisión de la comisión, ésta debe ser comunicada al peticionario.

### Composición
La composición de ésta Comisión es idéntica a la Comisión del Estatuto de los Diputados:
- Un presidente, que corresponde a un diputado del grupo mayoritario.
- Un vicepresidente, que corresponde a un diputado del segundo grupo más grande.
- Un secretario, que corresponde a un diputado del tercer grupo de mayor tamaño.
- Un diputado por cada grupo parlamentario

## Composición actual
| Mesa de la Comisión | Mesa de la Comisión              | Mesa de la Comisión          |
| Presidente | Vicepresidente                   | Secretario                   |
| --- | -------------------------------- | ---------------------------- |
| María Luisa Faneca López (PSOE) | María Pilar Ramallo Vázquez (PP) | Pablo Juan Calvo Liste (VOX) |
| Miembros de la Comisión |                                  |                              |
| - Íñigo Barandiaran Benito (GV(EAJ-PNV)) - Inés Granollers Cunillera (GR) - Miguel Ángel Gutiérrez Vivas (GCs) - José María Mazón Ramos (GMx) - Sergi Miquel i Valentí (GPlu) - Iñaki Ruiz de Pinedo Undiano (GEH Bildu) - Marisa Saavedra Muñoz (GCUP-EC-GC) |                                  |                              |
| Fuente: |                                  |                              |

## Presidentes
Lista de presidentes durante la etapa democrática:
Legislatura Constituyente
- José Manuel Paredes Grosso (15 de noviembre de 1977-2 de enero de 1979)

I Legislatura
- José Manuel García-Margallo y Marfil (8 de noviembre de 1979-11 de marzo de 1982)
- María Teresa Revilla López (11 de marzo de 1982-31 de agosto de 1982)

II Legislatura
- Álvaro Cuesta Martínez (2 de diciembre de 1982-23 de abril de 1986)

III Legislatura
- Salvador López Sanz (10 de septiembre de 1986-20 de septiembre de 1989)

IV Legislatura
- José Antonio Amate Rodríguez (21 de diciembre de 1989-13 de abril de 1993)

V Legislatura
- Eduardo García Espinosa (8 de septiembre de 1993-9 de enero de 1996)

VI Legislatura
- Antonio Pillado Montero (16 de mayo de 1996-14 de septiembre de 1999)
- Luis de Torres Gómez (29 de septiembre de 1999-18 de enero de 2000)

VII Legislatura
- Rafael Arias-Salgado (10 de mayo de 2000-4 de septiembre de 2000)
- José Ignacio Llorens (28 de septiembre de 2000-20 de enero de 2004)

VIII Legislatura
- Jordi Marsal (6 de mayo de 2004-15 de enero de 2008)

IX Legislatura
- Antonio Garcías Coll (6 de mayo de 2008-26 de enero de 2009)
- Pablo Martín Peré (12 de febrero de 2009-27 de septiembre de 2011)

X Legislatura
- Gabino Puche Rodríguez-Acosta (18 de enero de 2012-10 de febrero de 2015)
- Fernando López-Amor (11 de febrero de 2015-27 de octubre de 2015)

XI Legislatura
- Pilar Rojo Noguera (3 de febrero de 2016-3 de mayo de 2016)

XII Legislatura
- Pilar Rojo Noguera (7 de septiembre de 2016-16 de noviembre de 2016)
- Jorge Fernández Díaz (16 de noviembre de 2016-5 de marzo de 2019)

XIII Legislatura
- Agustín Javier Zamarrón (30 de julio de 2019-24 de septiembre de 2019)

XIV Legislatura
- María Luisa Faneca López (7 de febrero de 2020-30 de mayo de 2023)

## Críticas
La Comisión de Peticiones es una de las comisiones más criticadas del Congreso de los Diputados, pues a pesar de su importancia simbólica por el hecho de escuchar a los ciudadanos, es una comisión que se reúne a puerta cerrada, con apenas transparencia.